# Болезнь любви
«Болезнь любви» (фр. Maladie d'amour, также известно название «Любовный недуг») — фильм 1987 года французского кинорежиссёра Жака Дерэ по сценарию Даниель Томпсон. Настасья Кински, игравшая главную роль, была номинирована на премию «Сезар» (лучшая актриса).

## Сюжет

Настасья Кински в роли Джульетты и Жан-Юг Англад в роли Клемана

Рауль Бержерон, пожилой врач-онколог, влюбляется в молодую девушку по имени Джульетта, уговорив её жить с ним. Однако его ученик и коллега Клеман уводит Джульетту у своего шефа. Между ними начинается вражда, Бержерон угрожает Клеману обрушить его медицинскую карьеру, если тот не откажется от Джульетты. Клеман бросает работу в парижской клинике, обрывает отношения со своей невестой, вместе с Джульеттой они уезжают в сельскую местность. На новом месте Клеман становится семейным доктором.

## В ролях
- Настасья Кински — Джульетта
- Жан-Юг Англад — Клеман Потрель
- Мишель Пикколи — Рауль Бержерон
- Жан-Клод Бриали — Фредерик
- Суад Амиду — Фарида
- Жан-Поль Руссийон — Жак
- Жан-Люк Порра — Жан-Люк